# 南家三姊妹
《南家三姊妹》（日語：みなみけ）是櫻場小春所創作搞笑題材日本漫畫。在講談社《週刊Young Magazine》2004年14號開始隔週連載。原作其後改編為動畫，前兩季各於2007年10月7日和2008年1月6日開始播放，第三季於2009年1月4日開始播放，第四季于2013年1月5日开始播放。此外，相关的OAD也于2009年6月、2012年10月、2013年8月各随漫画第六卷、第十卷、十一卷的限定版同捆推出。單行本台灣中文版由東立出版社代理，香港中文版由卡卡多媒體代理。動畫第五季於2024年7月7日宣布確定製作。

## 作品特色
故事描寫了南春香、南夏奈和南千秋三姊妹的日常生活，以及周围人們的故事。漫画只有人物、鲜有背景，人物的水滴嘴是本作一大特色。内容亦有別於其他漫畫豐富和複雜的故事情節，以平凡和輕鬆風趣的故事為主（空氣系），每位人物都帶著一份純真。
在日語版第二冊，書帶上寫著「這個故事描寫了南家三姊妹的日常生活。請不要有太大的期待。」，正好描述了作品的風格。而本句台詞在動畫版第一季和第四季中則由千秋在每集開頭唸出，作為固定開場白。

## 登場人物/事物

### 南家
南春香（配音員：佐藤利奈）
南家的大姐。高中二年級學生。千秋稱呼她為「春香姐姐大人」（ハルカ姉様）。由於要姊代母職，培育出十分認真的性格，特別是家務和烹飪方面。天天把家裡和學校打掃得乾乾淨淨。作為烹飪能手，她主理南家一切伙食。但本性其實相當慵懒，在其他方面顯得十分隨便。在學校中除了學業、運動皆表現優異外，也深得師長信任。為了料理家事而未能投入課外活動，特別是具有相當潛質和實力的排球。由於本人沒有經驗，對於男女性別之間的話題會顯得十分在意，而兩位妹妹提到時亦會顯得尷尬、藉機迴避。在初中時代擔任班長時留下了各種傳說，因而被尊稱為「初代番長」。擁有超強的吹泡泡糖的能力，可以在泡泡中再吹出一個泡泡，此技巧被夏奈和千秋譽為「神技」（神のした技）。似乎不擅長認路。
南夏奈（配音員：井上麻里奈）
南家的二姐。中學二年級學生。本作第一主角，故事的主要推进者。她是三姐妹中最有活力的一個，具有表演天赋，部分行為想法比妹妹千秋還要單純幼稚，被千秋稱為「愚蠢傢伙」（馬鹿野郎），有時卻是「天才謀略家」，随时随地都能插科打诨，使日常生活充满了乐趣。常以戏弄他人为乐、特別是班內鄰座的景子，但偶尔也会表现出可愛的一面。她与姐姐和妹妹的同学都有来往，身边总能聚集起一群人。對食物有超強的執著，烹調水平卻很差，最喜愛的食物是檸檬奶酪軟凍奶油派。喜歡睡懶覺，經常因此錯過早飯。喜歡游泳，很怕暈車。雖然同班同學藤岡已明確向她表白了自己的心意，但因为千秋的誤導而误以為是敵意的表示，現在只視其為一位玩得来的朋友。似乎有能作預知夢的能力，不過僅限於隔天的晚飯。曾以「夏奈軍團」名義繼藤岡之後就任第五代番長，但隨著軍團旋即解散而自行取消。把考試65分的分數認為是溫暖人間的分數。
南千秋（配音員：茅原實里）
南家的三妹。小學五年级学生。星座是天秤座。在老師家訪帶來的健康狀況表上被形容為「總是一臉想睡樣」（常に寢むそう），心電圖種類是「異常類」，是個毒舌女，成績優秀，經常把顯出單純幼稚的人稱呼作「愚蠢傢伙／白痴低能」，而且不會認真看愚蠢傢伙的臉。這性格使她幾乎對每一位同學都顯得不友善。眼睛呈半合狀態，是為了不要看見不想看到的東西。對春香十分尊敬到甚至不允許任何其他人對春香流露情感的程度，而對和父親有類似感覺的藤岡也有好感。擅長替別人取稱號，卻容易忘記，自稱為「公主」（姫），但不希望其别人如此叫她。雖然常常在看一些深奧的書，但中間也會流露小學生的一面。雖然稱夏奈為笨蛋，但是其實是喜歡跟她一起玩和研究事物。一直深信聖誕老人存在，但某年揭破是表哥假扮時曾一度大失所望，後來夏奈找藤岡假扮才重燃其希望。曾被夏奈作成晴天娃娃，意外發現擁有可以讓雨停的能力，不懂游泳，討厭紅蘿蔔、青椒等有色蔬菜。初吻在漫畫第12話（動畫第一話）就被夏奈奪去了。
小熊（藤岡）
南家三姊妹的代表性小熊娃娃，名字叫「藤岡」（ふじおか），是藤岡本人假扮成聖誕老人時送給千秋的禮物。經常被千秋拿來投擲夏奈，並說成是「藤岡」布娃娃自己的意思。每天都過著被投擲和被誘拐的悲慘生活，甚至於漫畫中被用以抹鼻血，但下一回總會完好無缺的出現。經常穿插於南家使用的物品中。
武（配音員：淺沼晉太郎）
南家三姐妹的亲戚，偶尔会到三姐妹的家中暂住。三姊妹稱之為叔叔，但實際上卻是三姊妹的表哥（三姊妹母親的姊姊之子）和監護人。目前未满30岁，與名叫涼子的女友交往中，但總是不順利的樣子，被人問到時亦會顯得敏感，總愛至南家作客訴苦，因此被夏奈和千秋視為麻煩的存在。每年都假扮成聖誕老人給三姊妹，特別是千秋送禮物。對三姊妹的朋友交際顯得特別關注。
擁有用筆尋找物件或人的能力，夏奈的丈夫占卜結果是藤岡。
在第四季中經常帶食物到南家。在萬聖節送高級的糖果，因為所有糖果派光被夏奈等人搔癢；一時興起地買了布丁給三姊妹；请大家吃旋转寿司等。
父母
不论原作还是动画，三姐妹的父母都没有出现过。虽然春香偶然会为家计苦恼，但南家的经济状况一直比较稳定，因此她们的家庭背景一直是个謎。
从春香与千秋对话来看，后者似乎对父亲没有印象。

### 高中生
保坂（配音員：小野大輔）
高中三年級學生。男子排球部部長。喜歡南春香，常常會浪漫的對春香起著不同情境的幻想，然後不自覺地會脫掉上衣，也因此被其他人認為行為怪異或噁心。夢想是讓春香加入男子排球部當球隊經理，為她抺汗。為了要跟春香有共同話題而研究廚藝，不知不覺間廚藝越發精進，從蕎麥麵到義式料理都能一手包辦。想著怎樣製作一個美味的飯盒給她享用，所以每天都會準備兩個飯盒。不過实际上没有和春香对话过。南千秋把他认作“咖喱的妖精”。連續四季動畫都是以他的怪事作收尾。
速水（配音員：千葉紗子）
高中三年級學生。女子排球部部长，希望把春香招攬進排球部。少數千秋也會对其使用敬語的人，但保阪和夏奈都直呼其名。老是瞇著眼睛微笑，喜歡喝酒，但容易醉倒之外還會帶給身邊人很大的禍害。憎恨吃紅蘿蔔。常以各种理由阻挠保阪接近春香，然后偷偷将保阪准备的盒饭吃掉。
槙/真希（配音員：高木禮子）
春香的同班同學。女子排球部成員。认为保阪的行为举止「噁心」（気持ち悪い），但仍會讓他瞭解春香的狀況。為了不讓春香遭受其害，擔當著護花使者的角色。
篤子/敦子（配音員：小野涼子）
春香的同班同學。女子排球部成員。排球技術很好，有「怪力女」之稱，卻無法拉開汽水拉環。一名常被忽視的人。每當離開了千秋等人的視線範圍時，一隻黑貓就會出現，因此被千秋認為她就是那黑貓。個人較怕事，對保阪有微妙的感覺。誤以為冬馬是男生。
南夏樹（配音員：吉野裕行）
另一個南家的次子。與春香同校的高中一年級學生。傳說國中是不良少年，卻被保阪招攬進排球部，變得十分安份，因为放學要回家煮飯的關係甚少參加練習。對保阪相當敬重，也是保阪為春香所弄的料理試食者。比家中大哥還要剛強，但似乎不懂與女性相處，剛與春香見面時就因失儀行為而被狠狠教訓了一頓，往後見到春香也因各種原因而流鼻血不止（冬馬說是舊傷）。做事一板一眼。臉上笑容甚少，強顏歡笑時令人感到詭異。
仁美（配音員：齋藤彩夏）
高中一年級學生。和春香是同一所中学毕业，上高中之前就与藤岡和真希相识，和藤岡的行動表情經常同步。第二代番長，傳說讀國中時讓不良少年的夏樹束手無策。目前和夏树同班，暗戀著夏樹，喜歡讀人眼神，但常常判斷錯誤。有點天然呆，曾把從朋友借來的戒指握在手中，以為自己弄掉了，發現後因尷尬而沒有說出來。
意外的跟藤岡有說不出的默契，不管動作還是猜拳都有絕高的同步率。

### 初中生
優（配音員：大原桃子）
中學三年級學生。第三代首領。對首領位置不甚依戀，卻對第一代首領南春香十分憧憬。樣子顯得狂野，腕力也十分驚人。
廣子（配音員：千葉紗子）
中學三年級學生。優的朋友。努力以「旁觀者」的身份撰寫著歷代首領的故事。神秘筆記《南春香傳說》的作者。
藤岡（配音員：柿原徹也）
夏奈的同班同學。足球部員。喜歡夏奈並嘗試表白，但始終不被察覺。被許多女生所傾慕，不過他眼中只有夏奈，曾經有因期待收夏奈的情人節巧克力而將所有其他女生所送的巧克力退回的行動。被夏奈稱呼為番長，後來被第三代番長優正式任命為第四代番長。本性十分溫柔，只有對被誤認為是情敵的南秋羅施以威武一面。有占卜顯示他就是夏奈的未來丈夫。
被千秋視為父親，千秋很喜歡坐在他的腿上。以為冬馬是男生，喜歡與她討論足球的事，當冬馬與千秋爭吵時會阻止冬馬。
跟瞳有說不出的默契，不管動作還是猜拳都有絕高的同步率。
理子（配音員：高梁碧）
夏奈的同班同學。喜歡藤岡，一看見就會有十分誇張的表情，惟始終不被察覺。視景子為知心好友之一，激動時會抓著景子的眼鏡或裙子，視夏奈為第一情敵。
景子（配音員：後藤沙緒里）
夏奈的同班同學。配戴著眼鏡，性格頗為懦弱，經常被夏奈欺負，但生氣時會很驚人。成绩优秀，考試曾連續取得一百分，被夏奈視為「不是人類的分數」。
美雪（配音員：南條愛乃）
夏奈的同班同學，於第四季登場。身材矮小的初中生，雙馬尾。是天然呆，會把戴著手錶並拿著飲料的手轉過來看時間，然後弄濕了自己。是個很討人喜歡的可愛女生。
其他学生
夏奈的班级中还有柔道部和剑道部的顶梁柱（配音員：兒玉明日美），但她们的学习成绩比夏奈更差。在漫画中，这三人曾经抱团取暖，被理子称作“傻瓜军团”（バカ軍団）。
南秋羅（配音員：葉山達也）
另一個南家的三子。中學一年級。因為與夏奈顯得十分親近而被藤岡敵視著，也許是唯一體認到藤岡之番長威嚴的可憐人，但同時又會指導藤岡如何去計劃追求夏奈，在指導時經常因為激動而說過頭。曾說過藤岡是可怕的前輩，但沒有自己跟著，感覺會變廢柴。喜歡長髮的女生。

### 小學生
真（配音員：森永理科）
千秋的同班同學。被千秋稱為「笨小孩」（バカな子供），做事十分單純。第一次到南家時因討好一見鍾情的春香而踴躍幫手弄點心的行為，被千秋所不喜，而難以再獲邀請至南家。後來為了不被千秋阻礙並安全地接近春香，會打扮成女裝時，叫作「真子」（マコちゃん），知道其身份的現在只有夏奈、冬馬及內田。自稱是一個繼承了母親的男子氣概與父親的為人服務精神的男人，但事實上被千秋打了無數次。在真子的狀態與千秋建立了非常友好的關係，曾與千秋練習二人三腳，又教導千秋游泳，因此是千秋很重視的朋友。
內田由佳（配音員：喜多村英梨）
千秋的同班同學。在千秋眼中笨蛋度（バカ野郎度）有50%，跟夏奈也十分友好。基於某原因，不能讓千秋知道自己的名字叫優加。笨蛋小組的一員，其中一個知道「真子」真正身份的人，借出女裝打扮時會顯得極為尷尬，不過看見「真子」時又忍不住偷笑。個性雖然單純，但也有一定的警戒心：即使不认识的大叔用糖作诱饵，她也不会跟着大叔走；但是如果大叔用1萬元诱惑她，她就会犹豫不决。
吉野（配音員：豐崎愛生）
千秋的同班同學。曾經跟南家三姊妹一起到海邊玩樂。是一位優等生。謹慎、細心、思路清晰，有大小姐风范，因此被千秋說是。取的別名是「暗夜的烏鴉」（闇夜のカラス），是天然腹黑S的說法市場很大。似乎識破了真子的真正身份，曾經引出真子的勇敢事件來指出真很有男子氣慨，雖然最後承認是因為小真和真很相似而記錯了，但依然令內田和真很驚訝。
修一（配音員：大原桃子）
千秋的同學。沒有甚麼特點，被千秋取名為「原味優格」（プレーンヨーグルト），是個優等生。
南冬馬（配音員：水樹奈奈）
另一個南家的四女。小學五年級学生，五年一班。生日在4月。虽然年紀比千秋大，但由于名字刚好符合南家的三姐妹名字的四季顺序，被千秋當作弟弟。哥哥們以為讓她到南家會使她能變得女性化，事實上卻變得越來越像男生。與千秋和夏奈十分親密，但跟千秋和春香更像一家人。經常指三位哥哥們沒有理解到她的需要和想法，容易產生不滿和疑惑。跟「真子」相反，基本上認識她的人都知道她是女生，只有藤岡和敦子以為她是男生。
非常擅長於裁縫，能製造出與小熊藤岡一模一樣的藍色小熊，千秋無法辨認出自己的小熊。三姊妹經常拜託她造各式各樣的衣服，如緊急用的女僕裝（小學生大小）、修女裝、萬聖節的各種服飾。
冬木真澄（配音員：齊木美帆）
第二季动画原创角色。住在南家隔壁的眼鏡男孩，有著複雜的家庭背景。與夏奈和春香的关系都不错，但千秋卻经常吐槽说他不够坦率。後來於第12集搬走，千秋才顯現出掛念。

### 小學老師
熊田先生（配音員：寺田はるひ）
女校醫、保健室老師。外貌成熟美麗，卻是個單身。曾找千秋幫忙帶話給千秋班主任表示單身。個性有點隨和，喜歡和看上眼的男生聊天。

### 其他
南春雄（配音員：川田紳司）
另一個南家的長子。配戴著眼鏡，樣子較成熟。年龄和职业不明。雖然是大哥，但並沒有什麼威嚴，經常被夏樹打断發言。
直到单行本第10卷，他和南家三姐妹仍没有见过面。他的名字直到漫畫第129話（2009年刊载）才由冬馬提及，此前的动画配音表中一直标记为“长子”。

### 老師與二宮同學
《老師與二宮同學》是在作品中一部虛構的電視連續劇，其劇情極度單調，千秋曾想向電視台投訴以及譴責該劇的編劇。
其劇情如下：老師愛上二宮同學，然後不知甚麼原因，二人在某下雨天的斑馬線對面見面時迎向對方跑，恰巧有輛車衝出，把二宮同學撞倒，結果失憶了。老師於是在某酒吧借酒消愁，某下雨天不小心在酒吧發酒瘋時遇到個混混，被他拋出酒吧，於是老師下意識回到那條斑馬線，遇見穿著病人服從醫院逃出來的二宮同學，二人又是在馬路中相遇，又被車撞到。之後，二人都失了憶，在某天二人下意識一起從醫院逃出，又來到斑馬線，被察覺到的醫師追到，叫了他們一聲，於是他們往斑馬線對面醫師的位置走去，在路中間，剛好又有輛車衝出，醫師上前執意擋住那輛車，但車卻煞車轉彎往老師和二宮同學撞去。不知為何，二人恢復記憶，老師在崖邊向二宮同學求愛，但二宮同學因為二人的身份而無奈拒絕，就在這一刻，二宮同學右腳向右踏了一步，不小心跌下懸崖。之後劇情就跳到婚禮現場，後來老師俯吻二宮同學，以後面的壁爐中的火焰高漲作為結束。
《老師與二宮同學》 在動畫中的世界被改編成為遊戲，包括格鬥、射擊戀愛、探險、僵屍類等等，都是合集在一光碟中的。
二宮（配音員：大原桃子）
電視劇裡的女學生。每集幾乎唯一的台詞為「老師！（！）」。
先生（配音員：淺沼晉太郎）
電視劇裡的男老師。每集幾乎唯一的台詞為「二宮同學！（！）」。
醫師（配音員：武虎）
電視劇裡治療兩位失憶主角的人。曾經為了拯救這對不幸情侶而阻擋快車，但仍無法阻止悲劇發生。
三宮
在第四季中電視劇的新角色。台詞也是「老師！（！）」。是二宮的情敵，但非常主動。

## 出版書籍
| 冊數 | 講談社        | 講談社                 | 講談社                 | 東立出版社    | 東立出版社             | 卡卡多媒體     | 卡卡多媒體             |
| 冊數 | 發售日期      | 通常版 ISBN            | 限定版 ISBN            | 發售日期      | ISBN                   | 發售日期       | ISBN                   |
| ---- | ------------- | ---------------------- | ---------------------- | ------------- | ---------------------- | -------------- | ---------------------- |
| 1    | 2004年11月3日 | ISBN 4-06-361286-4     | 不適用                 | 2006年2月28日 | ISBN 986-11-7721-3     | 2005年11月8日  | ISBN 962-89-2001-4     |
| 2    | 2005年11月4日 | ISBN 4-06-361377-1     | ISBN 4-06-362048-4     | 2006年2月28日 | ISBN 986-11-7722-1     | 2005年12月21日 | ISBN 962-89-2057-X     |
| 3    | 2006年11月6日 | ISBN 4-06-361484-0     | ISBN 4-06-362069-7     | 2007年3月14日 | ISBN 978-986-11-9330-4 | 2007年3月29日  | ISBN 978-962-89-3915-2 |
| 4    | 2007年9月6日  | ISBN 978-4-06-361593-7 | 不適用                 | 2008年6月3日  | ISBN 978-986-10-0710-6 | 2009年6月12日  | ISBN 978-962-89-3930-5 |
| 5    | 2008年3月17日 | ISBN 978-4-06-361653-8 | ISBN 978-4-06-362108-2 | 2008年7月30日 | ISBN 978-986-10-1612-2 | 2009年6月12日  | ISBN 978-962-89-3948-0 |
| 6    | 2009年6月23日 | ISBN 978-4-06-361795-5 | ISBN 978-4-06-937297-1 | 2009年10月5日 | ISBN 978-986-10-3971-8 | 2009年10月20日 | ISBN 978-962-89-3984-8 |
| 7    | 2010年7月6日  | ISBN 978-4-06-361901-0 | ISBN 978-4-06-362164-8 | 2010年9月21日 | ISBN 978-986-10-6114-6 |                |                        |
| 8    | 2011年3月4日  | ISBN 978-4-06-382006-5 | ISBN 978-4-06-358343-4 | 2011年8月24日 | ISBN 978-986-10-7521-1 |                |                        |
| 9    | 2011年11月4日 | ISBN 978-4-06-382097-3 | ISBN 978-4-06-358363-2 | 2012年6月21日 | ISBN 978-986-10-9200-3 |                |                        |
| 10   | 2012年10月5日 | ISBN 978-4-06-382225-0 | ISBN 978-4-06-358406-6 | 2013年8月20日 | ISBN 978-986-324-466-0 |                |                        |
| 11   | 2013年8月6日  | ISBN 978-4-06-382337-0 | ISBN 978-4-06-358457-8 | 2014年7月2日  | ISBN 978-986-337-489-3 |                |                        |
| 12   | 2014年8月6日  | ISBN 978-4-06-382508-4 | ISBN 978-4-06-358710-4 | 2015年7月29日 | ISBN 978-986-365-976-1 |                |                        |
| 13   | 2015年5月1日  | ISBN 978-4-06-382607-4 | ISBN 978-4-06-358776-0 | 2016年2月1日  | ISBN 978-986-431-754-7 |                |                        |
| 14   | 2016年3月4日  | ISBN 978-4-06-382744-6 | 不適用                 |               |                        |                |                        |
| 15   | 2016年8月3日  | ISBN 978-4-06-382830-6 | ISBN 978-4-06-358823-1 |               |                        |                |                        |
| 16   | 2017年6月6日  | ISBN 978-4-06-382978-5 | 不適用                 |               |                        |                |                        |
| 17   | 2018年6月6日  | ISBN 978-4-06-511644-9 | 不適用                 |               |                        |                |                        |
| 18   | 2019年4月5日  | ISBN 978-4-06-515198-3 | 不適用                 |               |                        |                |                        |
| 19   | 2019年10月4日 | ISBN 978-4-06-517292-6 | 不適用                 |               |                        |                |                        |
| 20   | 2020年6月5日  | ISBN 978-4-06-519988-6 | 不適用                 |               |                        |                |                        |
| 21   | 2020年12月4日 | ISBN 978-4-06-521723-8 | 不適用                 |               |                        |                |                        |
| 22   | 2021年7月6日  | ISBN 978-4-06-523988-9 | 不適用                 |               |                        |                |                        |
| 23   | 2022年3月4日  | ISBN 978-4-06-527121-6 | 不適用                 |               |                        |                |                        |
| 24   | 2023年2月6日  | ISBN 978-4-06-530076-3 | 不適用                 |               |                        |                |                        |
| 25   | 2023年12月6日 | ISBN 978-4-06-533927-5 | 不適用                 |               |                        |                |                        |
| 26   | 2024年6月6日  | ISBN 978-4-06-535586-2 |                        |               |                        |                |                        |
| 27   | 2025年2月6日  | ISBN 978-4-06-538172-4 |                        |               |                        |                |                        |

## 動畫

### 概要
《南家三姊妹》被改編成四部的電視動畫，及三卷與漫畫捆綁發售的OAD。
- 電視動畫第一期《南家三姊妹》
- 電視動畫第二期《南家三姊妹～再來一碗～》（みなみけ～おかわり～）
- 電視動畫第三期《南家三姊妹 歡迎回家》（みなみけ おかえり）
- OAD《南家三姊妹 甜品別腹》（みなみけ べつばら）
- OAD《南家三姊妹 久候多時》（みなみけ おまたせ）
- 電視動畫第四期《南家三姊妹 我回來了》（みなみけ ただいま）
- OAD《南家三姐妹 夏日假期》（みなみけ 夏やすみ）

#### 第1期
第1期動畫《南家三姊妹》於2007年10月到12月於東京電視台系列播放，全13話。內容以南家夏天至冬天的故事為主題，播放後期得到不俗的口碑，本動畫獲選為2008年第十二屆日本新媒體動漫藝術節動畫部門推薦的作品。
每話為4至5個相關故事組合成一個單元，以南家三姊妹的符號和分節畫面分隔。第一節結束的畫面是較簡潔的三姊妹圖案，第二節開始的畫面則是與該集劇情有關的圖案，兩者側方均配有南家三姊妹的符號。另外，每集最後會有一幅由動畫組精選的劇照，配以詼諧的音響效果和《下一集請繼續收看！》（最後一集為《放送終了。》）的字幕。

#### 第2期
第2期動畫《南家三姊妹～再來一碗～》於2008年1月到3月於東京電視台系列播放，全13話。本期的製作團隊與第一期的製作團隊不同，以致畫風改變，在眼睛和髮色方面顯得特別明顯。被认为是作画形象相当不符合第1期风格而与第3期一并称为「黑历史」。
動畫內容承接上作，以南家冬天至春天的故事為主題。每集為一個完整故事，但偶爾亦加入題外的短篇，如小熊藤岡的故事。第一節完畫面是寓意三姊妹的三隻小貓，並在畫面一角加上《南家三姊妹～再來一碗～》的符號，第二節開始則只在原本動畫畫面一角加上符號。另外，每集最後會有一幅由動畫組精選的劇照，配以詼諧的音響效果和《下一集請繼續收看！》（最後一集為《放送終了。》）的字幕。

#### 第3期
第3期動畫《南家三姊妹 歡迎回家》於2009年1月到3月於東京電視台系列播放，全13話。本期沿用第二期的製作單位，但團隊成員有大量改變，製作費較前兩季低，作画水准不如前两期。本作並不照時序，南家在春夏秋冬的生活趣事都成為故事內容，第一集的故事時間是在第一季的聖誕節之後。
每集為4至5個故事組合成一個單元，以兩首主題曲和分節畫面分隔。第一節結束和第二節開始畫面都是由三姊妹全身照所組合的圖案，兩者側方均配有《南家三姊妹 歡迎回家》的符號。亦偶爾因時間有限，直接在原本動畫畫面一角加上符號。另外，每集最後會有一幅由動畫組精選的劇照，配以詼諧的音響效果和《下一集請繼續收看！》（最後一集為《放送終了。》）的字幕。

#### 第4期
第4期動畫《南家三姊妹 我回來了》於2013年1月到3月於TOKYO MX等獨立UHF電視台播放，全13話，讲述南家从年初到年末的故事。本期的制作团队与第二卷OAD相同，作画品質比前三部好很多，有爱好者认为是向第1期靠拢的风格。
每集為4至5個故事組合成一個單元，以Q版的短故事和分節畫面分隔。第一節結束和第二節開始畫面都是三姊妹與其他角色惡搞勇者鬥惡龍的圖畫，兩者側方均配有《南家三姊妹 我回來了》的符號。另外，每集最後會有一幅由動畫組就該集內容而設計的圖畫和《請繼續收看！》（最後一集為《結束了，笨蛋！》）的字幕。

#### OAD
2009年6月23日，推出OAD《南家三姊妹 甜品別腹》，與漫畫第6冊限定版同捆出售。製作大致上沿用第3期製作團隊。
2012年10月5日，推出OAD《南家三姊妹 久候多時》，與漫畫第10冊限定版同捆出售。為第4期電視動畫的前奏。
2013年8月6日，推出OAD《南家三姐妹 夏日假期》，与第11卷限定版同步同捆出售，沿用第4季电视动画制作团队，由原作作者提供剧本，收录漫画第200话的长篇故事以及一个短篇。

### 製作人員
| 製作人員   | 第一期                         | 第二期            | 第三期 OAD第1卷                   | OAD第2卷 第四期 OAD第3卷 |
| ---------- | ------------------------------ | ----------------- | --------------------------------- | ------------------------ |
| 監督       | 太田雅彥                       | 細田直人          | 及川啟                            | 川口敬一郎               |
| 系列構成   | 青島崇                         | 鈴木雅詞          | 小鹿                              | 鴻野貴光                 |
| 角色設計   | 越智信次                       | 田中誠輝          | 田中誠輝                          | 鈴木豪                   |
| 總作畫監督 | 越智信次                       | 田中誠輝          | 田中誠輝                          | -                        |
| 道具設計   | 渡邊義弘                       | 渡邊瑠璃子        | 渡邊瑠璃子                        | 仲田美步 （OAD10卷）     |
| 色彩設計   | 涉谷圭子 馬庭由佳                | 福谷直樹          | 佐藤裕子                          | 田川沙                   |
| 美術監督   | 鈴木俊輔                       | 德田俊之          | 德田俊之                          | 清水健太                 |
| 攝影監督   | 佐佐木正典 久保村正樹 沖田英一 | 森下成一          | 藤田智史                          | 口羽毅                   |
| 剪接       | 田中恒嗣                       | 伊藤潤一          | 伊藤潤一                          | 平木大輔                 |
| 音響監督   | 蝦名恭範                       | 蝦名恭範          | 蝦名恭範                          | 蝦名恭範                 |
| 音樂       | 三澤康廣                       | 三澤康廣          | 三澤康廣                          | 三澤康廣                 |
| 音樂製作   | STARCHILD                      | STARCHILD         | STARCHILD                         | STARCHILD                |
| 製作人     | 山中隆弘 池田慎一              | 山中隆弘 池田慎一 | 山中隆弘 池田慎一 松下卓也 田中誠 | 中西豪 松下卓也 川崎子   |
| 動畫製作人 | 安西武 西岡大輔                | 平松巨規          | 平松巨規                          | -                        |
| 動畫製作   | 童夢                           | Asread            | Asread                            | feel.                    |

製作
電視動畫第1期：南家三姊妹製作委員會
電視動畫第2期：南家三姊妹～再來一碗～製作委員會
電視動畫第3期：南家三姊妹 歡迎回家製作委員會
OAD第1卷：南家三姊妹 甜品別腹製作委員會
OAD第2卷：南家三姊妹 久候多時製作委員會
電視動畫第4期：南家三姐妹 我回來了製作委員會
OAD第3卷：南家三姊妹 夏日假期製作委員會

### 主題曲

#### 第1期
片頭曲：「經驗值上升中☆」（経験値上昇中☆）
主唱：南家三姊妹
作詞：，作曲、編曲：大久保薰
收錄於原聲大碟中。
片尾曲：「繽紛的日子」（カラフルDAYS）
主唱：南家三姊妹
作詞：，作曲：山口朗彥，編曲：菊谷知樹
收錄於原聲大碟中。

#### 第2期
片頭曲：「心之翼」（ココロノツバサ）
歌：南家三姊妹
作詞：，作曲、編曲：河合英嗣
收錄於原聲大碟中。
片尾曲：「想聽聽那個聲音」（その声が聴きたくて）
歌：南家三姊妹
作詞：，作曲、編曲：大久保薰
收錄於原聲大碟中。
插曲：「經驗值上升中☆」（経験値上昇中☆）（第13集）
主唱：南家三姊妹
作詞：，作曲、編曲：大久保薰
收錄於原聲大碟中。

#### 第3期
片頭曲：「經驗值極速上升↑↑」（経験値速上々↑↑）
主唱：南家三姊妹
作詞：，作曲、編曲：大久保薰
收錄於原聲大碟中。
片尾曲：「絕對繽紛的宣言」（絶対カラフル宣言）
主唱：南家三姊妹
作詞：，作曲：山口朗彦，編曲：菊谷知樹
收錄於原聲大碟中。

#### 第4期
片頭曲：「幸福☆情緒高漲」（シアワセ☆ハイテンション↑↑）
主唱：南家三姊妹
作詞：，作曲・編曲：大久保薰
片尾曲：「急速接近Lucky DAYS」（急接近ラッキーDAYS）
主唱：南家三姊妹
作詞：，作曲：山口朗彥，編曲：菊谷知樹
插入曲
「BBQの歌」（第8話）
作詞 - 保坂 / 作曲・編曲 - 三澤康広 / 歌 - 保坂（小野大輔）
「レッツお野菜」（第8話）
作詞 - 鴻野貴光 / 作曲・編曲 - 三澤康広 / 歌 - 保坂（小野大輔）・南千秋（茅原実里）

#### OAD
片頭曲
- 「春夏秋冬Festival♪」（春夏秋冬フェスティバル♪）（OAD第1卷，第2卷）

主唱：南家三姊妹
作詞：ENA☆，作曲：山口朗彦，編曲：河合英嗣
片尾曲
- 「謝謝 Thank you」（ありがとうサンキュ）（OAD第1卷，第2卷）

主唱：南家三姊妹
作詞：，作曲、編曲：大久保薰
- （OAD第3卷）

主唱：南家三姊妹
作詞：，作曲：山口朗彦，編曲：大久保薰

### 各話標題
| 話數     | 標題                               | 劇本                       | 分鏡              | 演出                         | 作畫監督                                                   | 總作畫監督                                            | 首播日期       |       |       |       |       |       |       |       |       |       |       |       |       |       |       |       |       |       |
| 第1期    | 第1期                              | 第1期                      | 第1期             | 第1期                        | 第1期                                                      | 第1期                                                 | 第1期          | 第1期 | 第1期 | 第1期 | 第1期 | 第1期 | 第1期 | 第1期 | 第1期 | 第1期 | 第1期 | 第1期 | 第1期 | 第1期 | 第1期 | 第1期 | 第1期 | 第1期 |
| -------- | ---------------------------------- | -------------------------- | ----------------- | ---------------------------- | ---------------------------------------------------------- | ----------------------------------------------------- | -------------- | ----- | ----- | ----- | ----- | ----- | ----- | ----- | ----- | ----- | ----- | ----- | ----- | ----- | ----- | ----- | ----- | ----- |
| 第1話    | 南家的三姊妹                       | 青島崇                     | 太田雅彥          | 太田雅彥                     | 村上龍一 定井秀樹 清丸悟                                   | -                                                     | 2007年 10月8日 |       |       |       |       |       |       |       |       |       |       |       |       |       |       |       |       |       |
| 第2話    | 奇怪的學校                         | 子安秀明                   | 小澤一浩 雄谷將仁 | 雄谷將仁                     | 鳥山冬美 白田美夫 隼鷹榛名                                 | -                                                     | 10月15日       |       |       |       |       |       |       |       |       |       |       |       |       |       |       |       |       |       |
| 第3話    | 踢球老大捲土重來                   | 杉原研二                   | 小澤一浩          | 矢花馨                       | 定井秀樹 村上龍一 三宅雄一郎 澤崎誠 渡邊義弘               | -                                                     | 10月22日       |       |       |       |       |       |       |       |       |       |       |       |       |       |       |       |       |       |
| 第4話    | 戀愛模樣                           | 鴻野貴光                   | 網野哲郎 山崎隆   | 布施康之 黑柳利允            | 川政輝 高柳佳幸                                            | -                                                     | 10月29日       |       |       |       |       |       |       |       |       |       |       |       |       |       |       |       |       |       |
| 第5話    | 到海邊去吧                         | 青島崇                     | 小澤一浩          | 小澤一浩                     | 澤崎誠 佐藤陽 定井秀樹                                     | -                                                     | 11月5日        |       |       |       |       |       |       |       |       |       |       |       |       |       |       |       |       |       |
| 第6話    | 真子誕生                           | 子安秀明                   | 北村正人          | 北村正人                     | 宇津木勇 南伸一郎 小宮山由美子                             | -                                                     | 11月12日       |       |       |       |       |       |       |       |       |       |       |       |       |       |       |       |       |       |
| 第7話    | 形形色色的臉                       | 杉原研二                   | 山崎隆 誌村宏明   | 雄谷路仁                     | 鳥山冬美 村上勉                                            | -                                                     | 11月19日       |       |       |       |       |       |       |       |       |       |       |       |       |       |       |       |       |       |
| 第8話    | 保坂                               | 鴻野貴光                   | 網野哲郎 黑柳利允 | 布施康之 黑柳利允            | 松村康功 高柳佳幸 菊池勉 松尾亞希子                        | -                                                     | 11月26日       |       |       |       |       |       |       |       |       |       |       |       |       |       |       |       |       |       |
| 第9話    | 三姊妹日和                         | 青島崇                     | 小澤一浩          | 小澤一浩                     | 村上直紀 江上夏樹 小野和寬 松村康功                        | -                                                     | 12月3日        |       |       |       |       |       |       |       |       |       |       |       |       |       |       |       |       |       |
| 第10話   | 男孩子×女孩子                      | 子安秀明                   | 佐藤卓哉          | 矢花馨                       | 高野和史 谷川政輝 佐藤俊明                                 | -                                                     | 12月10日       |       |       |       |       |       |       |       |       |       |       |       |       |       |       |       |       |       |
| 第11話   | 另一個南家                         | 杉原研二                   | 三家本泰美        | 石川久一 太田雅彦 三家本泰美 | 武內啟 澤崎誠 村上勉 隼鷹榛名                              | -                                                     | 12月17日       |       |       |       |       |       |       |       |       |       |       |       |       |       |       |       |       |       |
| 第12話   | 聖誕節啦平安夜啦                   | 青島崇                     | 網野哲郎 小澤一浩 | 黑柳利允 布施康之            | 工藤利春 高木晴美 松尾亞希子                               | -                                                     | 12月24日       |       |       |       |       |       |       |       |       |       |       |       |       |       |       |       |       |       |
| 第13話   | 戀愛的空轉                         | 鴻野貴光                   | 網野哲郎 荒井省吾 | 矢花馨 荒井省吾              | 高野和史 小川一郎 小野和寬 今里佳子 工藤利春 松村康功      | -                                                     | 12月31日       |       |       |       |       |       |       |       |       |       |       |       |       |       |       |       |       |       |
| 第2期    |                                    |                            |                   |                              |                                                            |                                                       |                |       |       |       |       |       |       |       |       |       |       |       |       |       |       |       |       |       |
| 1杯目    | 享受温泉                           | 鈴木雅詞                   | 細田直人          | 細田直人                     | 田中誠輝                                                   | -                                                     | 2008年 1月7日  |       |       |       |       |       |       |       |       |       |       |       |       |       |       |       |       |       |
| 2杯目    | 代代相传的味道                     | 鈴木雅詞                   | 細田直人          | 細田直人                     | 渡邊瑠璃子                                                 | -                                                     | 1月14日        |       |       |       |       |       |       |       |       |       |       |       |       |       |       |       |       |       |
| 3杯目    | 热闹的夜晚，悄悄拿出佳肴           | 瀧晃一                     | 細田直人          | 松本正幸                     | 本橋秀之                                                   | -                                                     | 1月21日        |       |       |       |       |       |       |       |       |       |       |       |       |       |       |       |       |       |
| 4杯目    | 能收拾吗？                         | 鈴木雅詞                   | 細田直人          | 雄谷將仁                     | 鳥山冬美                                                   | -                                                     | 1月28日        |       |       |       |       |       |       |       |       |       |       |       |       |       |       |       |       |       |
| 5杯目    | 拿出的碗不能放回去                 | 佐藤勝一                   | 細田直人          | 小林浩輔                     | 小島智加 渡邊瑠璃子 田中誠輝                               | -                                                     | 2月4日         |       |       |       |       |       |       |       |       |       |       |       |       |       |       |       |       |       |
| 6杯目    | 家裡的饭，就算凉了也能给人带来温暖 | 瀧晃一                     | 細田直人          | 中村里美                     | 本橋秀之                                                   | -                                                     | 2月11日        |       |       |       |       |       |       |       |       |       |       |       |       |       |       |       |       |       |
| 7杯目    | 越細嚼越甘甜                       | 小鹿理惠                   | 渡信天翁          | 雄谷將仁                     | 鳥山冬美 山澤實                                            | -                                                     | 2月18日        |       |       |       |       |       |       |       |       |       |       |       |       |       |       |       |       |       |
| 8杯目    | 吃飽了去游泳                       | 鈴木雅詞                   | 長濱亘彦          | 長濱亘彦                     | 渡邊瑠璃子                                                 | -                                                     | 2月25日        |       |       |       |       |       |       |       |       |       |       |       |       |       |       |       |       |       |
| 9杯目    | 不能堅持下去了？真子的秘密         | 瀧晃一                     | 高山功 細田直人   | 中村里美                     | 本橋秀之                                                   | -                                                     | 3月3日         |       |       |       |       |       |       |       |       |       |       |       |       |       |       |       |       |       |
| 10杯目   | 比起理想，更重现实的年龄           | 小鹿理惠                   | 細田直人          | 小林浩輔                     | 平山英嗣 岡田萬衣子                                        | -                                                     | 3月10日        |       |       |       |       |       |       |       |       |       |       |       |       |       |       |       |       |       |
| 11杯目   | 果然不妙                           | 佐藤勝一                   | 田中基樹          | 北川正人                     | 田中正彌 桂正三 小林一三                                   | -                                                     | 3月17日        |       |       |       |       |       |       |       |       |       |       |       |       |       |       |       |       |       |
| 12杯目   | 一小口都吃不下了                   | 瀧晃一                     | 鈴木行            | 細田直人                     | 小島智加 渡邊瑠璃子 平山英嗣 岡田萬衣子                    | -                                                     | 3月24日        |       |       |       |       |       |       |       |       |       |       |       |       |       |       |       |       |       |
| 13杯目   | 吃完後要跟大家說「我吃飽了」       | 鈴木雅詞                   | 細田直人          | 細田直人                     | 渡邊瑠璃子 平山英嗣 小島智加 田中誠輝                      | -                                                     | 3月31日        |       |       |       |       |       |       |       |       |       |       |       |       |       |       |       |       |       |
| 第3期    |                                    |                            |                   |                              |                                                            |                                                       |                |       |       |       |       |       |       |       |       |       |       |       |       |       |       |       |       |       |
| 第1話    | 一年之初                           | 小鹿理惠                   | 及川啟            | 及川啟                       | 田中誠輝                                                   | -                                                     | 2009年 1月5日  |       |       |       |       |       |       |       |       |       |       |       |       |       |       |       |       |       |
| 第2話    | 我也要                             | 小鹿理惠                   | 高梨光 及川啟     | 小林浩輔                     | 平山英嗣                                                   | -                                                     | 1月12日        |       |       |       |       |       |       |       |       |       |       |       |       |       |       |       |       |       |
| 第3話    | 吵架了                             | 小鹿理惠                   | 及川啟            | 鈴木薰                       | 谷津美彌子                                                 | -                                                     | 1月19日        |       |       |       |       |       |       |       |       |       |       |       |       |       |       |       |       |       |
| 第4話    | 應有的秩序                         | 小鹿理惠                   | 柳瀨雄之          | 荒井省吾                     | 柳瀨讓二 中島美子                                          | -                                                     | 1月26日        |       |       |       |       |       |       |       |       |       |       |       |       |       |       |       |       |       |
| 第5話    | 變得有趣                           | 小鹿理惠                   | 德本善信          | 德本善信                     | 小島智加                                                   | -                                                     | 2月2日         |       |       |       |       |       |       |       |       |       |       |       |       |       |       |       |       |       |
| 第6話    | 就此別提了                         | 小鹿理惠                   | 高梨光            | 橋口洋介                     | 後藤孝宏 大野勉                                            | -                                                     | 2月9日         |       |       |       |       |       |       |       |       |       |       |       |       |       |       |       |       |       |
| 第7話    | 要是我可以的話                     | 小鹿理惠                   | 金崎貴臣          | 吉田紗子                     | 佐佐木敏子 小林多加志 水谷麻美子                           | -                                                     | 2月16日        |       |       |       |       |       |       |       |       |       |       |       |       |       |       |       |       |       |
| 第8話    | 這就是法則                         | 小鹿理惠                   | 遠藤徹哉          | 小林浩輔                     | 渡邊瑠璃子 平山英嗣                                        | -                                                     | 2月23日        |       |       |       |       |       |       |       |       |       |       |       |       |       |       |       |       |       |
| 第9話    | 是嗎？                             | 小鹿理惠                   | 高梨光            | 鈴木薰                       | 谷津美彌子                                                 | -                                                     | 3月2日         |       |       |       |       |       |       |       |       |       |       |       |       |       |       |       |       |       |
| 第10話   | 對於態度                           | 小鹿理惠                   | 松井仁之          | 小林浩輔                     | 小島智加 平山英嗣 渡邊瑠璃子 岡田萬衣子                    | -                                                     | 3月9日         |       |       |       |       |       |       |       |       |       |       |       |       |       |       |       |       |       |
| 第11話   | 好印象                             | 小鹿理惠                   | 高梨光            | 山口賴房                     | 青野厚司 松岡謙治                                          | -                                                     | 3月16日        |       |       |       |       |       |       |       |       |       |       |       |       |       |       |       |       |       |
| 第12話   | 溫暖的地方                         | 小鹿理惠                   | 細田直人 友岡新平 | 細田直人 友岡新平            | 細田直人 友岡新平                                          | -                                                     | 3月23日        |       |       |       |       |       |       |       |       |       |       |       |       |       |       |       |       |       |
| 第13話   | 因為在一起                         | 小鹿理惠                   | 及川啟            | 及川啟                       | 渡邊瑠璃子 平山英嗣 小島智加                               | -                                                     | 3月30日        |       |       |       |       |       |       |       |       |       |       |       |       |       |       |       |       |       |
| OAD第1卷 |                                    |                            |                   |                              |                                                            |                                                       |                |       |       |       |       |       |       |       |       |       |       |       |       |       |       |       |       |       |
| A        | 那就要吧                           | 小鹿理惠                   | 及川啟            | 小林浩輔                     | 小林多加志                                                 | -                                                     | 2009年 6月23日 |       |       |       |       |       |       |       |       |       |       |       |       |       |       |       |       |       |
| B        | 或許                               | 小鹿理惠                   | 及川啟            | 小林浩輔                     | 小林多加志                                                 | -                                                     | 2009年 6月23日 |       |       |       |       |       |       |       |       |       |       |       |       |       |       |       |       |       |
| C        | 干勁                               | 小鹿理惠                   | 小林浩輔          | 小林浩輔                     | 小島智加                                                   | -                                                     | 2009年 6月23日 |       |       |       |       |       |       |       |       |       |       |       |       |       |       |       |       |       |
| D        | 做得到                             | 小鹿理惠                   | 金崎貴臣          | 小林浩輔                     | 渡邊瑠璃子                                                 | -                                                     | 2009年 6月23日 |       |       |       |       |       |       |       |       |       |       |       |       |       |       |       |       |       |
| OAD第2卷 |                                    |                            |                   |                              |                                                            |                                                       |                |       |       |       |       |       |       |       |       |       |       |       |       |       |       |       |       |       |
| A        | 魔法的語言                         | 鴻野貴光                   | 川口敬一郎        | 藤井貴文                     | 緒方浩美 川島尚 佐藤元昭                                   | 鈴木豪                                                | 2012年 10月5日 |       |       |       |       |       |       |       |       |       |       |       |       |       |       |       |       |       |
| B        | 氛圍                               | 鴻野貴光                   | 川口敬一郎        | 藤井貴文                     | 緒方浩美 川島尚 佐藤元昭                                   | 鈴木豪                                                | 2012年 10月5日 |       |       |       |       |       |       |       |       |       |       |       |       |       |       |       |       |       |
| C        | 一時興起                           | 鴻野貴光                   | 川口敬一郎        | 藤井貴文                     | 緒方浩美 川島尚 佐藤元昭                                   | 鈴木豪                                                | 2012年 10月5日 |       |       |       |       |       |       |       |       |       |       |       |       |       |       |       |       |       |
| D        | 因為熱啊                           | 鴻野貴光                   | 川口敬一郎        | 藤井貴文                     | 緒方浩美 川島尚 佐藤元昭                                   | 鈴木豪                                                | 2012年 10月5日 |       |       |       |       |       |       |       |       |       |       |       |       |       |       |       |       |       |
| E        | 總覺得                             | 鴻野貴光                   | 川口敬一郎        | 藤井貴文                     | 緒方浩美 川島尚 佐藤元昭                                   | 鈴木豪                                                | 2012年 10月5日 |       |       |       |       |       |       |       |       |       |       |       |       |       |       |       |       |       |
| 第4期    |                                    |                            |                   |                              |                                                            |                                                       |                |       |       |       |       |       |       |       |       |       |       |       |       |       |       |       |       |       |
| 第1話    | 春天的開始，南家的開始             | 鴻野貴光                   | 川口敬一郎        | 藤井貴文                     | 川島尚 安本學                                              | 鈴木豪 桝田邦彰                                       | 2013年 1月6日  |       |       |       |       |       |       |       |       |       |       |       |       |       |       |       |       |       |
| 第2話    | 照自己的風格來吧                   | 鴻野貴光                   | 川口敬一郎        | 藤井貴文                     | 進藤優次                                                   | 鈴木豪 村山公輔                                       | 1月13日        |       |       |       |       |       |       |       |       |       |       |       |       |       |       |       |       |       |
| 第3話    | 總之是繞遠路的愛的告白             | 鴻野貴光                   | 寺東克己          | 池畠博史                     | 酒井孝裕                                                   | 鈴木豪 萩原弘光                                       | 1月20日        |       |       |       |       |       |       |       |       |       |       |       |       |       |       |       |       |       |
| 第4話    | 在夏天的藍天下男人流著汗水         | 鴻野貴光                   | 小林智樹          | 菊池勝也                     | 木曾勇太 奧山鈴奈                                          | 鈴木豪 山崎正和                                       | 1月27日        |       |       |       |       |       |       |       |       |       |       |       |       |       |       |       |       |       |
| 第5話    | 從中華涼麵開始                     | 鴻野貴光                   | 及川啟            | 及川啟                       | 山村俊了 川島尚                                            | 鈴木豪 桝田邦彰 小林利充                              | 2月3日         |       |       |       |       |       |       |       |       |       |       |       |       |       |       |       |       |       |
| 第6話    | 無法遮掩的曬傷與少女心             | 鴻野貴光                   | 寺東克己          | 野木森達哉                   | 後藤圭祐                                                   | 鈴木豪 吉田伊久雄                                     | 2月10日        |       |       |       |       |       |       |       |       |       |       |       |       |       |       |       |       |       |
| 第7話    | 暑期問候                           | 鴻野貴光                   | 貞方希久子        | 藤井貴文                     | 近藤優次                                                   | 鈴木豪 萩原弘光                                       | 2月17日        |       |       |       |       |       |       |       |       |       |       |       |       |       |       |       |       |       |
| 第8話    | 假日要和愉快的夥伴們吃蔬菜         | 鴻野貴光                   | 川崎逸朗          | 嵯峨敏                       | 田中美穗 星野玲香 竹本佳子                                 | 鈴木豪 山崎正和                                       | 2月24日        |       |       |       |       |       |       |       |       |       |       |       |       |       |       |       |       |       |
| 第9話    | 今天開始談戀愛                     | 村上桃子                   | 佐野隆史          | 松下周平                     | 村山公輔 高原修司                                          | 鈴木豪 村山公輔 山崎正和                              | 3月3日         |       |       |       |       |       |       |       |       |       |       |       |       |       |       |       |       |       |
| 第10話   | 開始環保生活                       | 村上桃子                   | 寺東克己          | 藤井貴文                     | 川島尚 山村俊了                                            | 鈴木豪 枡田邦彰 佐藤元昭                              | 3月10日        |       |       |       |       |       |       |       |       |       |       |       |       |       |       |       |       |       |
| 第11話   | 神降臨於神聖之夜                   | 鴻野貴光                   | 島津裕行          | 松下周平                     | 佐久間康子 安本學 立田真一 重本和佳子                      | 鈴木豪 山崎正和 小林利充 吉田伊久雄 枡田邦彰 佐藤元昭 | 3月17日        |       |       |       |       |       |       |       |       |       |       |       |       |       |       |       |       |       |
| 第12話   | 一年之計似乎在元旦                 | 鴻野貴光                   | 川口敬一郎        | 嵯峨敏                       | 近藤優次                                                   | 鈴木豪 萩原弘光                                       | 3月24日        |       |       |       |       |       |       |       |       |       |       |       |       |       |       |       |       |       |
| 第13話   | 到此為止的故事就到此為止           | 鴻野貴光                   | 川口敬一郎        | 藤井貴文                     | 吉田伊久雄 川島尚 山村俊了 立田真一                        | 鈴木豪 枡田邦彰 佐藤元昭 村山公輔 山崎正和            | 3月31日        |       |       |       |       |       |       |       |       |       |       |       |       |       |       |       |       |       |
| OAD第3卷 |                                    |                            |                   |                              |                                                            |                                                       |                |       |       |       |       |       |       |       |       |       |       |       |       |       |       |       |       |       |
| 本篇     | 夏日假期                           | 村上桃子 樱场小春 [ 註 2 ] | 川口敬一郎        | 藤井貴文                     | 枡田邦彰 佐藤元昭 川島尚 高原修司 山本善哉 山村俊了 藤井結 | 山崎正和                                              | 2013年 8月6日  |       |       |       |       |       |       |       |       |       |       |       |       |       |       |       |       |       |
| 附录     | 决定了！                           | 村上桃子 樱场小春 [ 註 2 ] | 川口敬一郎        | 藤井貴文                     | 枡田邦彰 佐藤元昭 川島尚 高原修司 山本善哉 山村俊了 藤井結 | 山崎正和                                              | 2013年 8月6日  |       |       |       |       |       |       |       |       |       |       |       |       |       |       |       |       |       |

### 播放電視台

#### 日本国内
第1至3期均於東京電視網及AT-X播放，第4期只有愛知電視台、TV北海道及AT-X繼續播放，其他為TOKYO MX、千葉電視台、神奈川電視台、埼玉電視台、每日放送和BS11。
 日本深夜動畫：下文記載的日本国内播放時間使用日本標準時間（UTC+9）表示。因為部分時間标识會採用30小时制，因此請留意这类超过24:00的时间，其實際播放時間為翌日清晨。
| 播放地區       | 播放電視台   | 播放日期                       | 播放時間                   | 所屬聯播網 | 備註       |
| 第1期          | 第1期        | 第1期                          | 第1期                      | 第1期      | 第1期      |
| -------------- | ------------ | ------------------------------ | -------------------------- | ---------- | ---------- |
| 關東廣域圏     | 東京電視台   | 2007年10月7日 - 12月30日       | 星期日 25時30分 - 26時00分 | 東京電視網 |            |
| 愛知縣         | 愛知電視台   | 2007年10月8日 - 2008年1月4日   | 星期一 25時35分 - 26時05分 | 東京電視網 |            |
| 福岡縣         | TVQ九州放送  | 2007年10月8日 - 12月31日       | 星期一 26時53分 - 27時23分 | 東京電視網 |            |
| 大阪府         | 大阪電視台   | 2007年10月9日 - 2008年1月8日   | 星期二 27時10分 - 27時40分 | 東京電視網 |            |
| 岡山縣、香川縣 | 瀨戶內電視台 | 2007年10月11日 - 2008年1月7日  | 星期四 25時58分 - 26時28分 | 東京電視網 |            |
| 北海道         | TV北海道     | 2007年10月12日 - 2008年1月4日  | 星期五 26時00分 - 26時30分 | 東京電視網 |            |
| 日本全國       | AT-X         | 2007年10月25日 - 2008年1月17日 | 星期四 11時30分 - 12時00分 | 衛星電視   | 有重播     |
| 東京都         | TOKYO MX     | 2012年10月6日 - 12月29日       | 星期六 25時30分 - 26時00分 | 獨立UHF局  |            |
| 第2期          |              |                                |                            |            |            |
| 關東廣域圏     | 東京電視台   | 2008年1月6日 - 3月30日         | 星期日 25時30分 - 26時00分 | 東京電視網 |            |
| 愛知縣         | 愛知電視台   | 2008年1月7日 - 3月31日         | 星期一 25時35分 - 26時05分 | 東京電視網 |            |
| 福岡縣         | TVQ九州放送  | 2008年1月7日 - 3月31日         | 星期一 26時53分 - 27時23分 | 東京電視網 |            |
| 大阪府         | 大阪電視台   | 2008年1月8日 - 4月1日          | 星期二 27時10分 - 27時40分 | 東京電視網 |            |
| 岡山縣、香川縣 | 瀨戶內電視台 | 2008年1月10日 - 4月3日         | 星期四 25時58分 - 26時28分 | 東京電視網 |            |
| 北海道         | TV北海道     | 2008年1月11日 - 4月4日         | 星期五 26時00分 - 26時30分 | 東京電視網 |            |
| 日本全國       | AT-X         | 2008年1月24日 - 4月17日        | 星期四 11時30分 - 12時00分 | 衛星電視   | 有重播     |
| 千葉縣         | 千葉電視台   | 2012年10月7日 - 12月30日       | 星期日 24時00分 - 24時30分 | 獨立UHF局  |            |
| 神奈川縣       | 神奈川電視台 | 2012年10月7日 - 12月30日       | 星期日 24時00分 - 24時30分 | 獨立UHF局  |            |
| 埼玉縣         | 埼玉電視台   | 2012年10月7日 - 12月30日       | 星期日 25時00分 - 25時30分 | 獨立UHF局  |            |
| 第3期          |              |                                |                            |            |            |
| 關東廣域圏     | 東京電視台   | 2009年1月4日 - 3月29日         | 星期日 25時30分 - 26時00分 | 東京電視網 |            |
| 愛知縣         | 愛知電視台   | 2009年1月5日 - 3月30日         | 星期一 25時28分 - 25時58分 | 東京電視網 |            |
| 福岡縣         | TVQ九州放送  | 2009年1月5日 - 3月30日         | 星期一 26時53分 - 27時23分 | 東京電視網 |            |
| 大阪府         | 大阪電視台   | 2009年1月6日 - 3月31日         | 星期二 26時05分 - 26時35分 | 東京電視網 |            |
| 岡山縣、香川縣 | 瀨戶內電視台 | 2009年1月8日 - 4月2日          | 星期四 25時58分 - 26時28分 | 東京電視網 |            |
| 北海道         | TV北海道     | 2009年1月9日 - 4月3日          | 星期五 26時00分 - 26時30分 | 東京電視網 |            |
| 日本全國       | AT-X         | 2009年1月26日 - 4月20日        | 星期一 10時30分 - 11時00分 | 衛星電視   | 有重播     |
| 第4期          |              |                                |                            |            |            |
| 東京都         | TOKYO MX     | 2013年1月5日 - 3月30日         | 星期六 25時00分 - 25時30分 | 獨立UHF局  |            |
| 千葉縣         | 千葉電視台   | 2013年1月6日 - 3月31日         | 星期日 23時30分 - 24時00分 | 獨立UHF局  |            |
| 神奈川縣       | 神奈川電視台 | 2013年1月6日 - 3月31日         | 星期日 23時30分 - 24時00分 | 獨立UHF局  |            |
| 埼玉縣         | 埼玉電視台   | 2013年1月6日 - 3月31日         | 星期日 24時00分 - 24時30分 | 獨立UHF局  |            |
| 愛知縣         | 愛知電視台   | 2013年1月7日 - 4月1日          | 星期一 26時05分 - 26時35分 | 東京電視網 |            |
| 近畿廣域圏     | 每日放送     | 2013年1月7日 - 4月1日          | 星期一 26時50分 - 27時20分 | 日本新聞網 |            |
| 日本全國       | AT-X         | 2013年1月8日 - 4月2日          | 星期二 23時00分 - 23時30分 | 衛星電視   | 有重播     |
| 北海道         | TV北海道     | 2013年1月8日 - 4月2日          | 星期二 26時05分 - 26時35分 | 東京電視網 |            |
| 日本全國       | BS11         | 2013年1月11日 - 4月5日         | 星期五 23時00分 - 23時30分 | 衛星電視   | ANIME+節目 |

#### 日本国外
台湾
于2009年4月4日-2009年9月26日星期六11:30-12:00，在客家電視台播放第二期。

## 相關歌曲
- 主題曲大碟附歌

演唱：南家三姊妹
| 曲名 | 作詞         | 作曲       | 編曲       | 相關網上電台    | 收錄於       |
| ---- | ------------ | ---------- | ---------- | --------------- | ------------ |
|      | ENA☆         | 末廣健一郎 | 末廣健一郎 | 《》 《》片頭曲 | 《》原聲大碟 |
|      |              | 山口朗彦   | 菊谷知樹   | 《》 《》片尾曲 | 《》原聲大碟 |
|      | ENA☆         | 末廣健一郎 | 末廣健一郎 | 《》 《》片頭曲 | 《》原聲大碟 |
|      | こだまさおり | 菊地知樹   | 菊地知樹   | 《》 《》片尾曲 | 《》原聲大碟 |
|      | 渡邊美佳     | 鶴由雄     | 河合英嗣   | 《》 《》片頭曲 | 《》原聲大碟 |
|      | ENA☆         | 菊谷知樹   | 菊谷知樹   | 《》 《》片尾曲 | 《》原聲大碟 |
|      |              | 山口朗彦   | 河合英嗣   | 《》片頭曲      | 《》原聲大碟 |
|      | 鶴由雄       | 《》片尾曲 | 河合英嗣   | 《》原聲大碟    |              |

- 《南家三姊妹 日和》大碟

2008年4月23日於日本上市。
| 曲名   | 演唱                                   | 作詞     | 作曲     | 編曲                         | 樂器演奏                     |
| ------ | -------------------------------------- | -------- | -------- | ---------------------------- | ---------------------------- |
|        | 南春香（佐藤利奈）                     |          | 河合英嗣 | 河合英嗣                     | 河合英嗣                     |
|        | 南夏奈（井上麻里奈）                   | 山口朗彦 | 河合英嗣 | 河合英嗣                     |                              |
| [ 22 ] | 南千秋（茅原實里）                     | 山口朗彦 | 大久保薰 | 高山一也、大久保薰           |                              |
|        | 南冬馬（水樹奈奈）                     | 河合英嗣 | 河合英嗣 | 野崎真助、野田耕平、河合英嗣 |                              |
|        | マコト（森永理科）                     | 渡邉美佳 | 渡邉美佳 | 久保幹一郎                   | 渡邉美佳、久保幹一郎         |
|        | 内田、吉野（喜多村英梨、豐崎愛生）     |          | 山口朗彦 | 虹音                         | 飯室博、虹音                 |
|        | 藤岡（柿原徹也）                       |          | 河合英嗣 | 河合英嗣                     | 野崎真助、野田耕平、河合英嗣 |
|        | （高梁碧、後藤沙緒里）                 |          | 菊地知樹 | 菊地知樹                     | 菊地知樹                     |
|        | 保坂（小野大輔）                       | 渡邉美佳 | 渡邉美佳 | 久保幹一郎                   | 渡邉美佳、久保幹一郎         |
|        | （高木禮子＆小野涼子）                 |          | 山口朗彦 | 末廣健一郎                   | 飯室博、末廣健一郎           |
|        | 先生和二宮同學（淺沼晉太郎、大原桃子） |          | 三澤康宏 | 三澤康宏                     | 三澤康宏、松本圭司           |
|        | 南千秋（茅原實里）                     |          | 山口朗彦 | 大久保薰                     | 高山一也、大久保薰           |

- 《春夏秋登場！！》大碟

2008年12月17於日本上市。
| 曲名 | 演唱                 | 作詞     | 作曲       | 編曲       |
| ---- | -------------------- | -------- | ---------- | ---------- |
|      | 南春香（佐藤利奈）   |          | 末廣健一郎 | 末廣健一郎 |
|      | 南夏奈（井上麻里奈） | 河合英嗣 | 河合英嗣   |            |
|      | 南千秋（茅原實里）   | 菊谷知樹 | 菊谷知樹   |            |
|      | 南家三姊妹           | 山口朗彦 | 不適用     |            |

2009年7月23日於日本上市。
| 曲名                              | 演唱                                                                      | 作詞               | 作曲       | 編曲                |
| DISC1                             | DISC1                                                                     | DISC1              | DISC1      | DISC1               |
| --------------------------------- | ------------------------------------------------------------------------- | ------------------ | ---------- | ------------------- |
|                                   | 南春香、真希、敦子（佐藤利奈、高木禮子、小野涼子）                        |                    | 末廣健一郎 | 末廣健一郎          |
|                                   | 南夏奈、景子、理子（井上麻里奈、後藤沙緒里、高梁碧）                      | 菊谷知樹           | 菊谷知樹   |                     |
|                                   | 南千秋、内田、吉野（茅原實里、喜多村英梨、豐崎愛生）                      | ENA☆               | 山口朗彦   | 河合英嗣 山口朗彦   |
|                                   | 南春雄、南夏樹、南邱羅、南冬馬 （川田紳司、吉野裕行、葉山達也、水樹奈奈） | ENA☆               | 菊谷知樹   | 菊谷知樹            |
| ｄｏｗｎ＆ＵＰ！ ａｎｄ ＤＯＷＮ↓ | 武、南春香、南夏奈、南千秋 （淺沼晉太郎、佐藤利奈、井上麻里奈、茅原實里） | ENA☆               | 河合英嗣   | 河合英嗣            |
|                                   | 真、修一（森永理科、大原桃子）                                            |                    | 大久保薫   | 虹音                |
|                                   | 速水、真希、敦子、保坂（千葉紗子、高木禮子、小野涼子、小野大輔）          | ENA☆               | 菊谷知樹   | 菊谷知樹            |
|                                   | 保坂、南千秋（小野大輔、茅原實里）                                        | 小野大輔、茅原實里 | 小野大輔   | 小野大輔            |
|                                   | 南家三姊妹                                                                | ENA☆               | 山口朗彦   | 河合英嗣            |
|                                   | 南家三姊妹                                                                | 大久保薰           |            |                     |
| DISC2                             |                                                                           |                    |            |                     |
|                                   | 南家三姊妹                                                                |                    | 大久保薰   | 大久保薰            |
|                                   | 南家三姊妹                                                                | 山口朗彥           | 菊谷知樹   |                     |
|                                   | 南家三姊妹                                                                | 河合英嗣           |            |                     |
|                                   | 南家三姊妹                                                                | 大久保薰           |            |                     |
|                                   | 南家三姊妹                                                                | 大久保薰           |            |                     |
|                                   | 南家三姊妹                                                                | 山口朗彦           | 菊谷知樹   |                     |
|                                   | 南春香（佐藤利奈）                                                        | 河合英嗣           | 河合英嗣   |                     |
|                                   | 南夏奈（井上麻里奈）                                                      | 山口朗彦           | 河合英嗣   |                     |
|                                   | 南千秋（茅原實里）                                                        | 山口朗彦           | 大久保薫   |                     |
|                                   | 南冬馬（水樹奈奈）                                                        | 河合英嗣           | 河合英嗣   |                     |
|                                   | 真（森永理科）                                                            | 渡邉美佳           | 渡邉美佳   | 渡邉美佳 久保幹一郎 |
|                                   | 藤岡（柿原徹也）                                                          |                    | 河合英嗣   | 河合英嗣            |
|                                   | 保坂（小野大輔）                                                          | 渡邉美佳           | 渡邉美佳   | 渡邉美佳 久保幹一郎 |

### 《》
2013年4月24日於日本上市。
DISC1
1. 
  - 歌：南家三姊妹全員
  - 作詞：，作曲、編曲：菊谷知樹

2. 
  - 歌：南 春香（佐藤利奈）
  - 作詞、作曲、編曲：丸田新

3. 
  - 歌：南 夏奈（井上麻里奈）
  - 作詞：，作曲、編曲：大久保薫

4. 
  - 歌：南 千秋（茅原實里）
  - 作詞：，作曲、編曲：山口朗彦

5. 
  - 歌：南 冬馬（水樹奈奈）
  - 作詞：，作曲、編曲：河合英嗣

6. 
  - 歌：真（森永理科）
  - 作詞：，作曲：秋田兼幸、編曲：宮崎誠

7. 
  - 歌：内田（喜多村英梨）
  - 作詞：，作曲、編曲：河合英嗣

8. 
  - 歌：吉野（豐崎愛生）
  - 作詞：，作曲：宇田川生、編曲：川島弘光

9. 
  - 歌：修一（大原桃子）
  - 作詞：，作曲、編曲：山崎寛子

10. 
  - 歌：藤岡（柿原徹也）
  - 作詞：磯谷佳江，作曲、編曲：小野貴光

11. 
  - 歌：景子（後藤沙緒里）
  - 作詞：磯谷佳江，作曲、編曲：中畑丈治

12. Sweet Step
  - 歌：理子（高梁碧）
  - 作詞：，作曲：夏海、編曲：Kohei by SIMONSAYZ

13. 
  - 歌：美雪（南條愛乃）
  - 作詞：PA-NON，作曲：平賀伸明、編曲：丸田新

14. 
  - 歌：南 秋羅（葉山達也）
  - 作詞：，作曲、編曲：藤澤健至

DISC2
1. 
  - 歌：真希（高木禮子）
  - 作詞：Uyu，作曲、編曲：阿部隆大

2. 
  - 歌：敦子（小野涼子）
  - 作詞：，作曲、編曲：川島弘光

3. 
  - 歌：南 夏樹（吉野裕行）
  - 作詞：，作曲、編曲：藤澤健至

4. 
  - 歌：曈（齋藤彩夏）
  - 作詞：Uyu，作曲、編曲：阿部隆大

5. 
  - 歌：速水（千葉紗子）
  - 作詞：，作曲、編曲：河合英嗣

6. 
  - 歌：保坂（小野大輔）
  - 作詞：渡邉美佳，作曲、編曲：河合英嗣

7. 
  - 歌：武（淺沼晉太郎）
  - 作詞：，作曲、編曲：河合英嗣

8. 
  - 歌：南 春雄（川田紳司）
  - 作詞：，作曲、編曲：片山修志

9. 
  - 歌：保坂（小野大輔）
  - 作詞，作曲、編曲：保坂

10. 
  - 歌：保坂（小野大輔）、南千秋（茅原實里）
  - 作詞，作曲、編曲：保坂

11. 
  - 歌：保坂（小野大輔）
  - 作詞，作曲、編曲：保坂

12. 
  - 歌：保坂（小野大輔）
  - 作詞，作曲、編曲：保坂

13. 
  - 歌：南家三姊妹（佐藤利奈、井上麻里奈、茅原實里）
  - 作詞：，作曲、編曲：山口朗彦

14. 
  - 歌：南家三姊妹（佐藤利奈、井上麻里奈、茅原實里）
  - 作詞：，作曲：大久保薫、編曲：河合英嗣